# Coniopteryx enderleini
Coniopteryx enderleini là một loài côn trùng trong họ Coniopterygidae thuộc bộ Neuroptera. Loài này được Meunier miêu tả năm 1910.